# Kabinfaktor

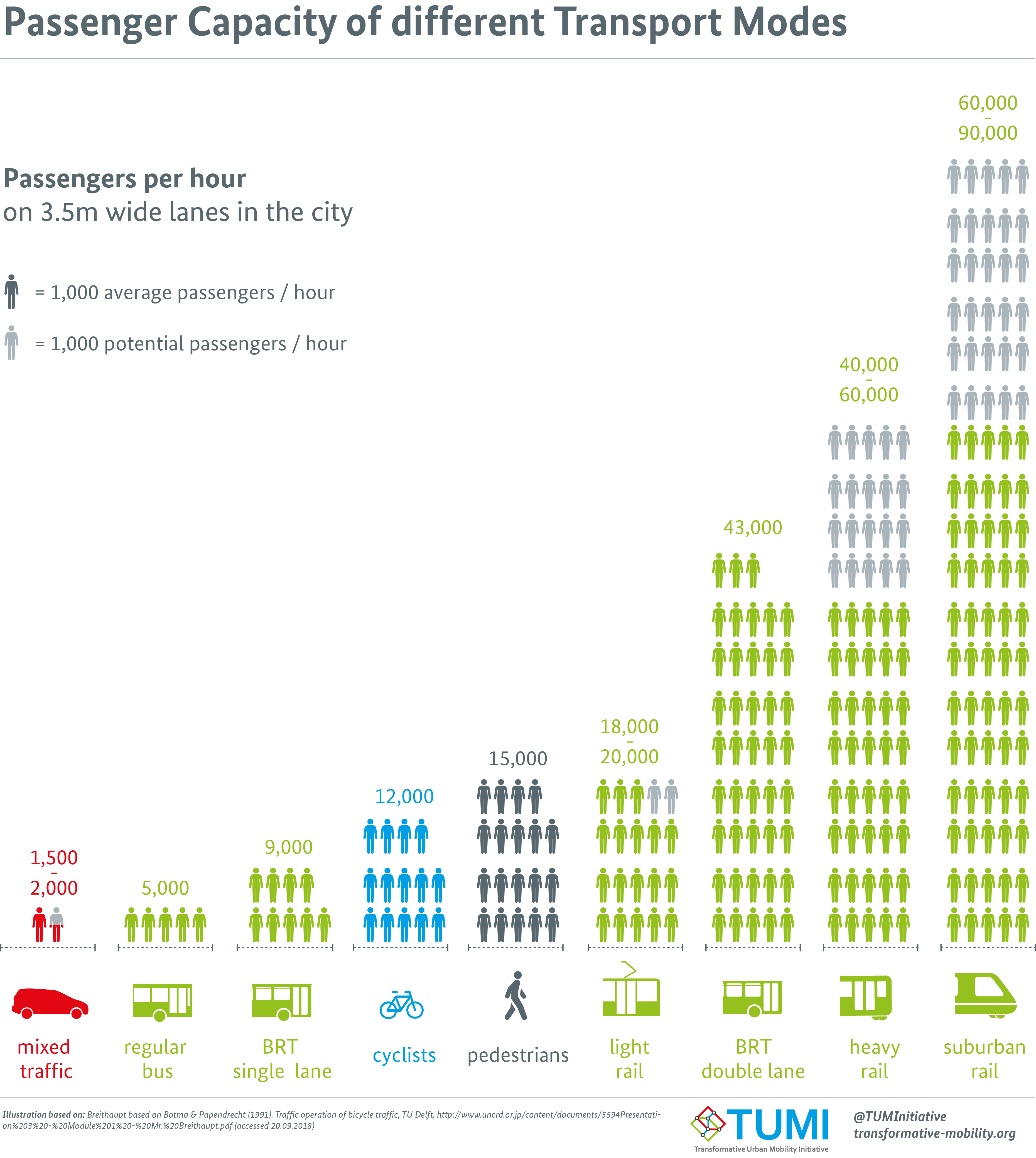
Passenger Capacity of different Transport Modes

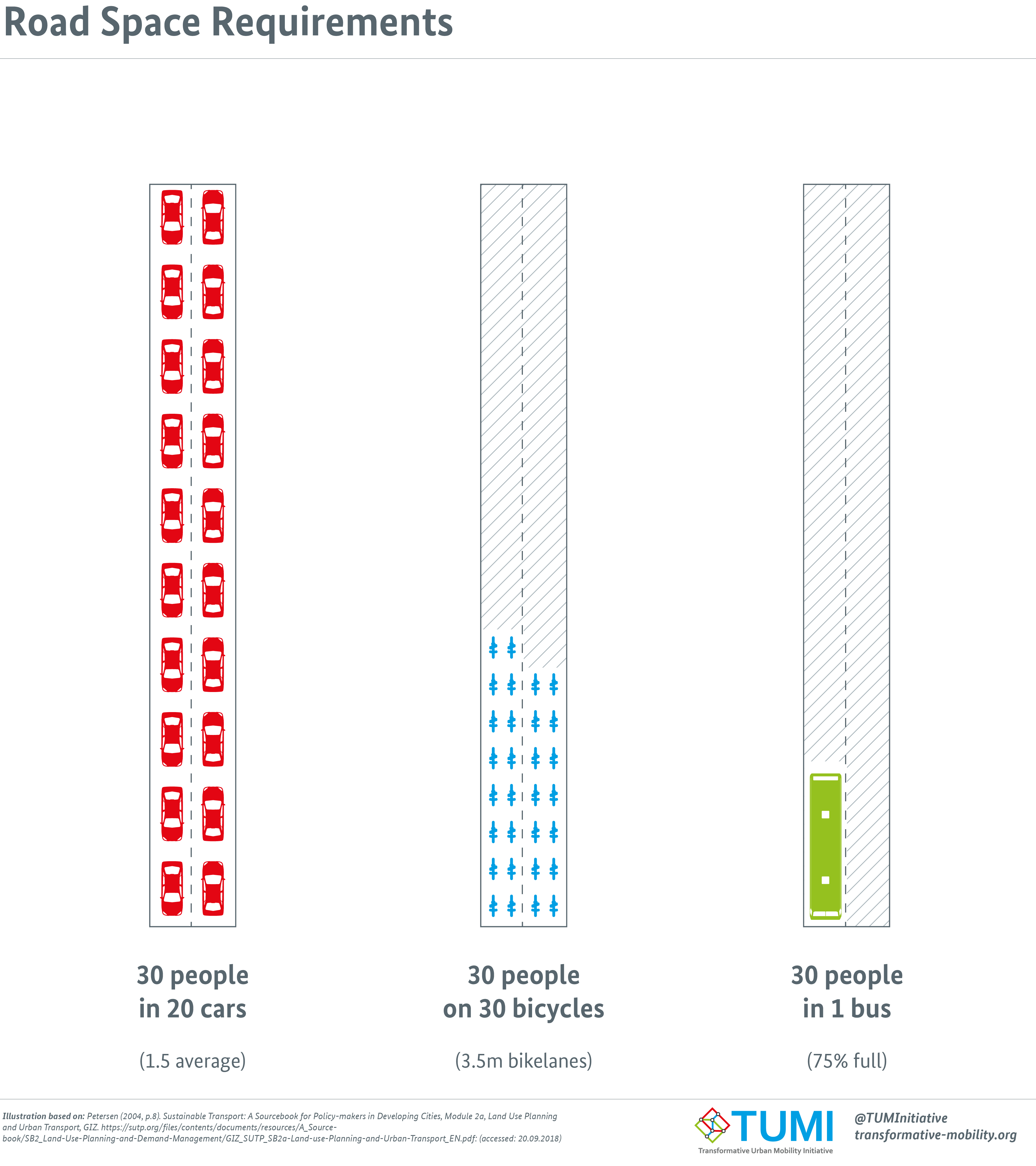
Road Space Requirements

Kabinfaktor är kvoten mellan antalet betalande passagerare i ett passagerarflygplan under en flygning och maximalt tillåtet antal passagerare i detta flygplan, eller denna kvot genomsnittligt under en viss tid för ett visst flygbolag, en viss flyglinje, eller liknande.
Uttrycket kan till exempel användas för att visa hur populära eller ekonomiskt försvarbara olika flyglinjer är, eller visa på behovet eller rimligheten av större eller mindre flygplantyper för vissa linjer. Normalt för reguljära linjer är runt 75 %. Det innebär att det brukar gå att boka sent, vilket är viktigt för affärsresenärernas lojalitet. I gengäld brukar det kosta mycket för sådana biljetter. Inom charter och lågprisflyg eftersträvar man 100 % kabinfaktor.
Kabinfaktor kallas även ibland kapacitetsfaktor eller lastfaktor (efter engelska Load factor, en felöversättning eftersom Load här inte betyder last utan snarare belastning). Inom tåg och buss brukar detta kallas beläggning.